# غاريث إروين
غاريث إروين (6 مارس 1981 في نيوزيلندا - ) (بالإنجليزية: Gareth Irwin)‏ هو لاعب كريكت نيوزلندي.

## وصلات خارجية
- غاريث إروين على موقع إي آس بي آن كريك إنفو (الإنجليزية)